# Flor de María Vega Zapata
Flor de María Vega Zapata (Piura, 15 de febrero de 1958) es una abogada peruana conocida por su activismo en contra de la explotación minera y deforestación ilegal. Desde el 4 de junio de 2015 ocupa el cargo de coordinadora nacional de las Fiscalías Especializadas en Materia Ambiental (FEMA) en Perú. El año 2019 recibió el Premio  Internacional a las Mujeres de Coraje del Departamento de Estado de los EE.UU.

## Logros

### Caso Yaku Kallpa
El 24 de noviembre de 2015 una intervención policial que formó parte de la estrategia Operación Amazonas 2015 a cargo de la fiscalía ambiental en Iquitos, logró la mayor incautación de madera de origen ilegal en la historia de Perú valorizada en 1.6 millones de soles. La madera provenía de bosques no autorizados, la documentación estaba falsificada y su destino era México y los Estados Unidos. En junio de 2016, luego de las supervisiones del Organismo de Supervisión de los Recursos Forestales y de Fauna Silvestre (Osinfor) se verificó que el 96 % del volumen de madera incautado en la nave Yaku Kallpa no tenían origen legal. El equipo de Flor de María Vega en colaboración con Osinfor fueron clave en este decomiso.

### Caso Dennis Melka
El 26 de julio de 2019 la empresa Cacao del Norte que forma parte del Grupo Melka del empresario checo Dennis Melka fue condenada por tráfico ilícito de madera luego de transformar 1.900 hectáreas de bosque amazònico en Loreto. El fiscal provincial de Loreto que forma parte de las Fiscalías Especializadas en Materia Ambiental liderada por Flor de María Vega sustentó el delito en agravio del medio ambiente. Ya el 2016 había sido denunciado luego que deforestara 11 mil hectáreas de bosque amazónico.